# ボフォース 152mm砲
ボフォース 152mm砲（スウェーデン語: 15,2 cm kanon M/42）は、スウェーデンのボフォース社が開発した艦砲。

## 概要
元来は、オランダ海軍がデ・ゼーヴェン・プロヴィンシェン級巡洋艦の搭載砲として発注したもので、1937年より開発が開始された。しかし第二次世界大戦の勃発とドイツ軍のオランダ侵攻・占領を受けて、最初に製作された砲はスウェーデン海軍のトレ・クロノール級軽巡洋艦に転用された。戦後、デ・ゼーヴェン・プロヴィンシェン級はデ・ロイテル級として工事が再開され、改めて同型砲が搭載された。
弾薬は分離装薬筒方式を採用しているが、砲弾と装薬筒はほぼ一体となって揚弾されるようになっていた。イギリスの関係者は、このような揚弾機構は許容誤差が非常に小さいためことを懸念していた。閉鎖機は垂直鎖栓式で、砲尾の装填トレーは砲とともに俯仰した。
なお砲塔には装甲が施されており、その厚さは、正面・背面で4.9インチ (120 mm)、上面で2インチ (51 mm)、側面で1.2インチ (30 mm)であった。

## 採用国と搭載艦
- オランダ海軍
  - デ・ロイテル(第2代)
  - デ・ゼーヴェン・プロヴィンシェン
- スウェーデン海軍
  - トレ・クロノール級
- ペルー海軍
  - アルミランテ・グラウ(旧第2代デ・ロイテル)
  - アギレ(旧デ・ゼーヴェン・プロヴィンシェン)